# Biserica de lemn din Dumbrava, Suceava
Biserica de lemn „Sfântul Mare Mucenic Dimitrie” din Dumbrava, cunoscută și ca Biserica de lemn din Dumbrava-Găureni, este un lăcaș de cult ortodox construit la mijlocul secolului al XVIII-lea sau în a doua jumătate a secolului al XIX-lea în satul Dumbrava din comuna Grănicești aflată în județul Suceava. Edificiul religios se află localizat în cimitirul satului și are două hramuri: Sfântul Dumitru, sărbătorit la data de 26 octombrie, și Buna Vestire, sărbătorit la data de 25 martie.
Biserica de lemn din Dumbrava-Găureni nu a fost inclusă pe Lista monumentelor istorice din județul Suceava, deși are o vechime mare.

## Istoricul bisericii
Satul Dumbrava este situat în partea de nord-est a județului Suceava, într-o zonă deluroasă și face parte din comuna Grănicești. Dumbrava are dimensiunile unui cătun, iar accesul se realizează prin intermediul a două drumuri comunale ce se desprind din drumul național DN2 (E85) în dreptul satelor vecine Românești, aflat la sud, respectiv Grănicești, aflat la vest. În trecut Dumbrava a purtat numele de Găureni.
Nu există date istorice certe în ceea ce privește datarea bisericii de lemn din Dumbrava-Găureni. Unele surse indică existența unei biserici de lemn în satul Dumbrava încă de la 1742, însă nu există informații că acea biserică ar fi cea care s-a păstrat până în prezent. Alte surse indică anul 1749 ca an al construcției lăcașului. Bătrânii din satul Grănicești știu că biserica din Găureni este mai veche decât biserica din Grănicești, cu hramul Sfinții Arhangheli Mihail și Gavriil și construită în 1758, așa cum reiese din cronica parohială a comunei și din lucrarea istoricului Nicolae Stoicescu intitulată „Repertoriul bibliografic al localităților și monumentelor medievale din Moldova”.
O altă variantă de datare a lăcașului din Dumbrava-Găureni este anul 1872. Este cunoscut faptul că în acel an actuala biserică exista. De asemenea, se știe că Vasile Zorniciuc este ctitorul lăcașului. De-a lungul timpului au avut loc lucrări de restaurare, acoperișul din șindrilă fiind înlocuit cu unul din tablă zincată. La intrarea în curtea bisericii a fost înălțat un turn clopotniță cu etaj.
Preotul paroh Marius Balan a explicat că nu există date despre sfințirea acestui edificiu religios și a precizat că ultimele date sunt din anul 1955, când lăcașul de cult a fost resfințit de Sebastian Rusan, mitropolitul Moldovei și Sucevei între 1950-1956.
În perioada 2009-2011, pe parcursul a doi ani, au avut loc lucrări de restaurare a edificiului, atât pe exterior cât și în interior, cu sprijinul câtorva credincioși din satul Bosanci. Printre altele, lucrările au presupus recondiționarea temeliei, a acoperișului din tablă, a ușii de intrare și a ferestrelor. De asemenea, pereții din bârne au fost înveliți cu lambriu vopsit în culoarea albă. Tot atunci, a fost ridicată o casă socială pentru agapele frățești. După finalizarea lucrărilor, la data de 13 noiembrie 2011, lăcașul de lemn a fost resfințit de Arhiepiscopul Sucevei și Rădăuților, Pimen Zainea.
Biserica din Dumbrava este filială a parohiei din Românești, având în păstorire doar 50 de case.

## Arhitectura bisericii
Biserica de lemn din Dumbrava-Găureni este construită în totalitate din bârne de stejar. Ea se sprijină pe un soclu din piatră de râu. Pentru a proteja edificiul de intemperii, pereții din bârne au fost placați cu scânduri înguste de culoare albă, dispuse vertical la partea inferioară și orizontal la partea superioară.
Biserica are un acoperiș înalt, cu streașină largă și cu pante repezi. Învelitoarea acoperișului este confecționată din tablă zincată. Deasupra naosului se înalță o turlă octogonală. Aceasta este învelită complet în tablă, iar în vârful ei există o cruce. Alte două cruci sunt dispuse în extremitățile de est și de vest ale coamei acoperișului.
Monumentul are formă de navă, fără contraabsidă și cu absida altarului de formă pentagonală și decroșată față de restul corpului construcției. Accesul în interior se realizează pe o ușă masivă din lemn dispusă în peretele sudic.
În interior, biserica este împărțită în trei încăperi: pronaos, naos și altar. Pronaosul are o formă dreptunghiulară, iar în peretele sudic se află ușa de intrare. Naosul are tot formă dreptunghiulară, iar în pereții de nord și de sud sunt dispuse simetric două ferestre dreptunghiulare. Absida altarului este decroșată și are formă pentagonală. Ea are două ferestre de dimensiuni mai mici decât cele din pereții naosului: una în peretele sudic, de formă pătrată, și alta în axa absidei, de formă dreptunghiulară.
Accesul din pronaos în naos se face printr-un gol de trecere. Lăcașul nu este pictat pe interior, pereții de lemn fiind vopsiți în culoarea albă și decorați cu icoane atârnate.
Din punct de vedere arhitectural, acest edificiu se aseamănă cu Biserica de lemn din Grănicești, fiind însă de dimensiuni mai reduse.